# قبرة سوداء

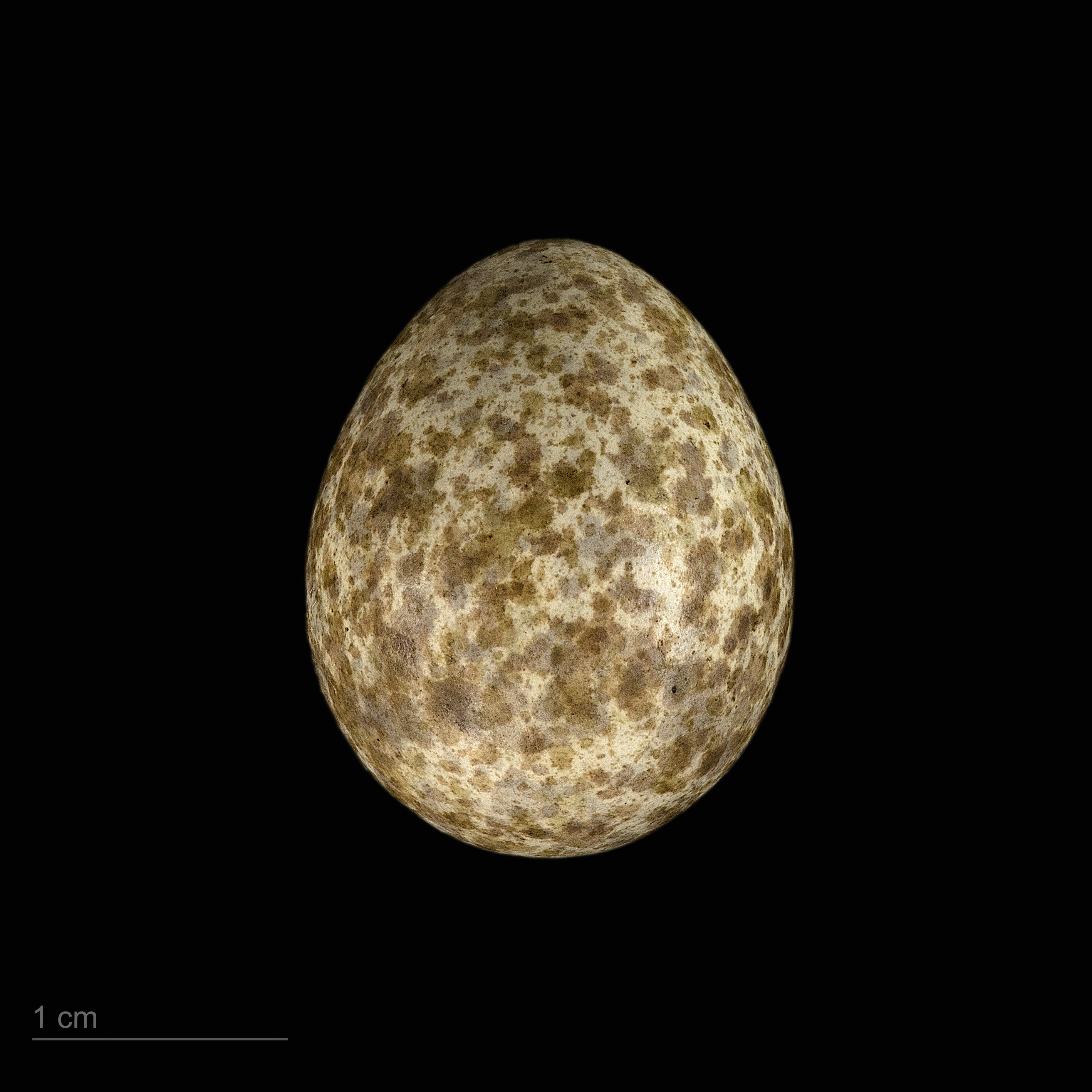
Melanocorypha yeltoniensis

قبرة سوداء (الاسم العلمي: Melanocorypha yeltoniensis) هو نوع من فصيلة قبرة.